# Prezelle
Prezelle település Németországban, azon belül Alsó-Szászország tartományban. Lakosainak száma 429 fő (2023. december 31.). Prezelle Trebel és Lemgow községekkel határos.

## Népesség
A település népességének változása:
| Lakosok száma | 440  | 429  | 420  | 420  | 435  | 429  |
|               | 2016 | 2017 | 2019 | 2021 | 2022 | 2023 |